# Афрэсилоаие, Фелича
Фелича Афрэсилоаие (рум. Felicia Afrăsiloaie; род. 16 января 1954, Пьятра-Нямц, Нямц), в замужестве Житьяну (рум. Jitianu) — румынская гребчиха, выступавшая за сборную Румынии по академической гребле в 1970-х годах. Бронзовая призёрка летних Олимпийских игр в Монреале, обладательница серебряной медали чемпионата мира, победительница и призёрка регат национального значения.

## Биография
Фелича Афрэсилоаие родилась 16 января 1954 года в городе Пьятра-Нямц, Румыния.
Дебютировала на взрослом международном уровне в сезоне 1975 года, когда вошла в основной состав румынской национальной сборной и выступила на чемпионате мира в Ноттингеме, где в зачёте парных рулевых четвёрок заняла итоговое шестое место.
Благодаря череде удачных выступлений удостоилась права защищать честь страны на летних Олимпийских играх 1976 года в Монреале — здесь впервые в олимпийской программе появилась женская академическая гребля. В составе парного четырёхместного рулевого экипажа, куда также вошли гребчихи Иоана Тудоран, Элисабета Лазэр, Мария Микша и рулевая Элена Джуркэ, в финале Афрэсилоаие пришла к финишу третьей позади команд из ГДР и СССР — тем самым завоевала бронзовую олимпийскую медаль.
После монреальской Олимпиады Фелича Афрэсилоаие ещё в течение некоторого времени оставалась в составе гребной команды Румынии и продолжала принимать участие в крупнейших международных регатах. Так, в 1977 году она побывала на мировом первенстве в Амстердаме, откуда привезла награду серебряного достоинства, выигранную в программе парных рулевых четвёрок — пропустила вперёд только титулованных спортсменок из Восточной Германии. Вскоре по окончании этих соревнований приняла решение завершить спортивную карьеру.
Впоследствии вышла замуж и взяла фамилию мужа Житьяну.